# Parafia św. Brata Alberta w Bielsku-Białej
Parafia pw. Świętego Brata Alberta w Bielsku-Białej – parafia rzymskokatolicka znajdująca się w Bielsku-Białej. Należy do Dekanatu Bielsko-Biała I – Centrum diecezji bielsko-żywieckiej. Jest prowadzona przez księży diecezjalnych.

## Historia
Parafia została erygowana w 1991 roku, za czasów, kiedy jeszcze miasto należało do archidiecezji krakowskiej, dekretem ks. kardynała Franciszka Macharskiego, ówczesnego arcybiskupa-metropolity. Natychmiast zaczęto prace przy budowie nowej świątyni. Zadanie to wykonał ks. kan. Jan Kieres, który był proboszczem parafii od czasu jej ustanowienia. Świątynia została konsekrowana 14 maja roku 2011 przez ks. bpa Tadeusza Rakoczego.

## Kościół
Kamień węgielny poświęcony został przez biskupa Rakoczego, w 1997 roku. Kościół jest murowany, wysoki na 17 metrów. Elewacje wykończone białym tynkiem oraz cegłą. Cechą charakterystyczną jest rząd kilku okrągłych okien w górnej części bocznej elewacji, które podkreślają symbolikę bryły kościoła, ukształtowanej na kształt wielkiej łodzi – Arki Przymierza.
Wewnątrz, w prezbiterium znajdują się obrazy św. Jana Pawła II Papieża, św. Brata Alberta oraz Matki Bożej Nieustającej Pomocy. W ołtarzu relikwiarz św. Brata Alberta.

## Proboszczowie
- ks. Jan Kieres (1991–2024)[2]
- ks. Marcin Sandok (administrator od 2024)